# A-1 HKL 2010./11.
A-1 hrvatska košarkaška liga je bila najviši rang hrvatskog košarkaškog prvenstva u sezoni 2010./11. Sudjelovalo je ukupno 14 klubova, a samo natjecanje je imalo više faza. 

Prvakom je prvi put u povijesti postala momčad Zagreba, a doprvak također prvi put u povijesti Cedevita, također iz Zagreba.

## Sudionici
- Vrijednosnice OS, Darda
- Dubrovnik
- Kvarner 2010, Rijeka
- Alkar, Sinj
- Svjetlost Brod, Slavonski Brod
- Split
- Trogir
- Zabok
- Borik Puntamika, Zadar
- Zadar *
- Cedevita, Zagreb *
- Cibona, Zagreb *
- Dubrava, Zagreb
- Zagreb Croatia osiguranje *

* prvi dio sezone igrali NLB ligu

## Ljestvice i rezultati

### A-1 liga
| mj  | klub                            | ut | pob | por | koševi    | bod | 2.dio sezone    |
| --- | ------------------------------- | -- | --- | --- | --------- | --- | --------------- |
| 1.  | Split                           | 18 | 15  | 3   | 1569:1334 | 33  | Liga za prvaka  |
| 2.  | Borik Puntamika Zadar           | 18 | 11  | 7   | 1396:1288 | 29  | Liga za prvaka  |
| 3.  | Alkar Sinj                      | 18 | 11  | 7   | 1382:1341 | 29  | Liga za prvaka  |
| 4.  | Zabok                           | 18 | 10  | 8   | 1416:1383 | 28  | Liga za prvaka  |
| 5.  | Dubrovnik                       | 18 | 10  | 8   | 1402:1423 | 28  | Liga za ostanak |
| 6.  | Kvarner 2010 Rijeka             | 18 | 9   | 9   | 1381:1416 | 27  | Liga za ostanak |
| 7.  | Vrijednosnice OS Darda          | 18 | 8   | 10  | 1380:1432 | 26  | Liga za ostanak |
| 8.  | Svjetlost Brod (Slavonski Brod) | 18 | 7   | 11  | 1406:1445 | 25  | Liga za ostanak |
| 9.  | Dubrava Zagreb                  | 18 | 5   | 13  | 1437:1555 | 23  | Liga za ostanak |
| 10. | Trogir                          | 18 | 4   | 14  | 1308:1460 | 22  | Liga za ostanak |

### Liga za prvaka
| mj | klub                      | ut | pob | por | koševi    | bod | 2.dio sezone |
| -- | ------------------------- | -- | --- | --- | --------- | --- | ------------ |
| 1. | Cedevita Zagreb           | 14 | 12  | 2   | 1163:1010 | 26  | doigravanje  |
| 2. | Zadar                     | 14 | 11  | 3   | 1109:943  | 25  | doigravanje  |
| 3. | Zagreb Croatia osiguranje | 14 | 11  | 3   | 1224:1043 | 25  | doigravanje  |
| 4. | Cibona Zagreb             | 14 | 7   | 7   | 1153:1115 | 21  | doigravanje  |
| 5. | Borik Puntamika Zadar     | 14 | 5   | 9   | 976:1073  | 19  |              |
| 6. | Split                     | 14 | 5   | 9   | 991:1095  | 19  |              |
| 7. | Alkar Sinj                | 14 | 4   | 10  | 976:1076  | 18  |              |
| 8. | Zabok                     | 14 | 1   | 13  | 956:1202  | 15  |              |

### Liga za ostanak
| Mj.      | Klub           | Poredak za Ligu za ostanak (uključivo i rezultate iz A-1 lige Ožujsko) | Poredak za Ligu za ostanak (uključivo i rezultate iz A-1 lige Ožujsko) | Poredak za Ligu za ostanak (uključivo i rezultate iz A-1 lige Ožujsko) | Poredak za Ligu za ostanak (uključivo i rezultate iz A-1 lige Ožujsko) | Poredak za Ligu za ostanak (uključivo i rezultate iz A-1 lige Ožujsko) |     | Omjer u Ligi za ostanak | Omjer u Ligi za ostanak | Omjer u Ligi za ostanak | Omjer u Ligi za ostanak |  |
| Mj.      | Klub           | Ut.                                                                    | Pob.                                                                   | Por.                                                                   | Koševi                                                                 | Bod                                                                    | Ut. | Pob.                    | Por.                    | Koševi                  |                         |  |
| -------- | -------------- | ---------------------------------------------------------------------- | ---------------------------------------------------------------------- | ---------------------------------------------------------------------- | ---------------------------------------------------------------------- | ---------------------------------------------------------------------- | --- | ----------------------- | ----------------------- | ----------------------- | ----------------------- |  |
| 1. (9.)  | Kvarner 2010   | 20                                                                     |                                                                        |                                                                        |                                                                        | 32                                                                     | 10  | 4                       | 6                       | 861:867                 |                         |  |
| 2. (10.) | Svjetlost Brod | 20                                                                     |                                                                        |                                                                        |                                                                        | 31                                                                     | 10  | 6                       | 4                       | 816:773                 |                         |  |
| 3. (11.) | Dubrovnik      | 20                                                                     |                                                                        |                                                                        |                                                                        | 31                                                                     | 10  | 4                       | 6                       | 814:834                 |                         |  |
| 4. (12.) | VROS Darda     | 20                                                                     |                                                                        |                                                                        |                                                                        | 31                                                                     | 10  | 6                       | 4                       | 755:754                 |                         |  |
| 5. (13.) | Dubrava        | 20                                                                     |                                                                        |                                                                        |                                                                        | 29                                                                     | 10  | 6                       | 4                       | 837:780                 | dodatne kvalifikacije   |  |
| 6. (14.) | Trogir         | 20                                                                     |                                                                        |                                                                        |                                                                        | 26                                                                     | 10  | 4                       | 6                       | 711:786                 | ispada iz lige          |  |

### Doigravanje
|                                                | 1.klub          | omjer | 2.klub        | rezultati            |
| ---------------------------------------------- | --------------- | ----- | ------------- | -------------------- |
| poluzavršnica                                  | Cedevita Zagreb | 2-1   | Cibona Zagreb | 75:72, 88:107, 92:80 |
| poluzavršnica                                  | Zadar           | 0-2   | Zagreb CO     | 79:98, 78:84         |
|                                                |                 |       |               |                      |
| završnica                                      | Cedevita Zagreb | 0-3   | Zagreb CO     | 58:73, 72:82, 85:89  |
|                                                |                 |       |               |                      |
| podebljan rezultat - domaća utakmica za 1.klub |                 |       |               |                      |

## Klubovi u međunarodnim natjecanjima
- Euroliga
  - Cibona, Zagreb
- EuroCup
  - Cedevita, Zagreb
  - Zagreb, Zagreb
- EuroChallenge
  - Zadar, Zadar
  - Zagreb, Zagreb
- NLB liga
  - Zadar, Zadar
  - Cedevita, Zagreb
  - Cibona, Zagreb
  - Zagreb Croatia osiguranje, Zagreb
- Balkanska liga
  - Svjetlost Brod, Slavonski Brod

## Poveznice i izvori
- A-2 liga 2010./11.
- B-1 liga 2010./11.
- C liga 2010./11.
- Kup Krešimira Ćosića 2010./11.
- NLB liga 2010./11.
- BIBL liga 2010./11.
- kosarka.org, stat centar  Arhivirana inačica izvorne stranice od 6. kolovoza 2013. (Wayback Machine)
- [neaktivna poveznica] A-1 liga 2010./11.
- eurobasket.com A-1 liga 2010.11.
- scoresway.com  Arhivirana inačica izvorne stranice od 25. kolovoza 2013. (Wayback Machine) A-1 za ostanak
- KK Trogir  Arhivirana inačica izvorne stranice od 2. lipnja 2013. (Wayback Machine)